# Heteroleuca flavifrons
Heteroleuca flavifrons là một loài bướm đêm trong họ Geometridae.